# Hiroshi Suzuki
Hiroshi Suzuki (n. 18 septembrie 1933, Prefectura Aichi, Japonia) este un înotător japonez, medaliat olimpic. A participat la o ediție a Jocurilor Olimpice (1952) în care a câștigat două medalii de argint.